# The Names
The Names est un groupe belge de post-punk et new wave, originaire de Bruxelles. Il est formé en 1978 par le bassiste, chanteur et parolier Michel Sordinia.

## Historique

### Origines (1977–1979)
Le groupe est initialement formé à la fin 1977, sous le nom de The Passengers et joue ses premiers concerts en février 1978, et présente une musique orienté pop marqué par le post-punk. Les influences musicales de The Passengers provenaient à l'époque de groupes tels que Velvet Underground, Richard Hell, Blondie et Television. En mars 1978, ils remportent un concours de musique punk mais refusent le premier prix. Ils décident ensuite d'enregistrer un single Danger Zone/Hole in Your Mind avec le label  punk/new wave Romantik Records, mais il ne verra pas le jour. Au milieu de l'année 1978, Isabelle Hanrez et Robert Franckson quittent le groupe. Désormais influencé par les groupes Magazine and XTC, The Passengers change de nom pour devenir The Names.

### Débuts et séparation (1980–1984)
La formation débute avec Michel Sordinia, le guitariste Marc Deprez et le batteur et claviériste Christophe Den Tandt ; Robert Frankson et la chanteuse Isabelle Hanrez en sont plus brièvement membres,. Après des concerts locaux sous le nom de The Passengers, le groupe change de nom pour The Names, juste à temps pour leur premier single, Spectators of Life, sous le label WEA (aujourd'hui Warner Music Group) en 1979.
Le groupe, désireux de signer sur un label britannique, fait parvenir une de leurs cassettes à Rob Gretton, producteur et co-directeur de Factory Records lors d'un concert de Joy Division au Plan K à Bruxelles. The Names sera rejoint par le nouveau batteur Luc Capelle et enregistre Nightshift à Manchester en août 1980 avec le producteur Martin Hannett. Le single présente un rock sombre dans la lignée de groupes tels que Magazine, Comsat Angels ou Joy Division/New Order. Le single se placera à la 35e place des meilleures ventes de disques de musique indépendante au Royaume-Uni. En février 1982, le groupe enregistre une session sur la BBC Radio 1 accueillie par John Peel, sortie plus tard en 2009 sous le nom de Radio Session 1982 Digital EP.
The Names poursuit une longue et fructueuse relation avec le producteur Hannett, qui supervise aussi leur single suivant, Calcutta (Factory Benelux, 1981) ainsi que le premier album Swimming (Les Disques du crépuscule, 1982). Swimming est réédité par Factory Benelux. Une version longue, renommée Swimming + Singles, est publiée en 1991 par Factory Benelux puis en 2000 par LTM Recordings. Peu après, Luc Capelle subit un accident de moto, Michel Silvestein le remplace tandis qu'il récupérait. Pendant ce temps, Michel Sordinia chante sur le single Soul Kitchen en parallèle avec By Chance, sortie en 1981 sur le label Crammed Discs.
The Names donne régulièrement des concerts au Benelux et en France, en juillet 1980. Le groupe est aussi pressenti pour faire la première partie du groupe A Certain Ratio au Beach Club à Manchester. Mais le groupe sera remplacé par New Order après la fin de Joy Division. Le dernier single, The Astronaut, est sorti en 1982 sur le label Les Disques du Crépuscule produit une fois de plus par Martin Hannett, c'est dans une certaine acrimonie qu'il se sépare de Factory Records. Cependant, l'ère du post-punk prit fin, puis le groupe se sépare. En 1985, LTM Recordings publie un album (sur cassette uniquement) sous le titre Postcard Views, constitué d'enregistrements studio sur la première face et d'une compilation de titres live sur la seconde.
En 1995, le noyau d'origine de Sordinia, Deprez and Den Tandt se réunit sous le nom de Jazz, et enregistre un album auto-produit, Nightvision.

### Retour (depuis 2007)
Le 12 décembre 2007, The Names se retrouve réuni pour le concert A Factory Night (and then Again) au Plan K. En avril 2009, le groupe enregistre un nouvel album, Monsters Next Door, sur le label français Str8line Records. Den Tandt quitte le groupe en décembre 2009 et est remplacé par Christophe Boulenger.
La compilation Spectators of Life inclut les faces-B, des enregistrements live de 1979-1982 et réunit deux pistes de 1994-1995, sortie en 2001 sur LTM Recordings, une autre compilation, In Time, voit le jour sur le label Factory Benelux en 2014. Le 18 mai 2015, c'est avec le nouveau batteur Laurent Loddewycks que The Names sort son troisième album, Stranger than You, toujours sur le label Factory Benelux.
En 2018 sort l'album live "German Nights" (sur Factory Benelux), enregistré lors d'une tournée en Allemagne. On y retrouve aussi Vincent Lesceux à la basse (qui a rejoint le groupe en 2015). 
En 2021 paraît "Hidden Tracks", album vinyle en édition limitée composé d'enregistrements inédits en studio et en public, datant de 2009 à 2020.
En 2024, désormais sur le label Spleen+, paraissent un single ("Far From The Factories") et un E.P. ("Volume").

## Discographie

### Albums studio / album live
- 1982 : Swimming (Les Disques du Crépuscule)
- 2009 : Monsters Next Door (Str8line)
- 1997 : Night Vision (Pazz) (sous le nom Jazz)
- 2015 : Stranger Than You (Factory Benelux)
- 2018 : German Nights (Factory Benelux)

### Singles et EP
- 1979 : Spectators of Life - 7"/12" (WEA)
- 1981 : Night Shift - 7" (Factory)
- 1982 : Calcutta - 7" (Factory Benelux)
- 1982 : The Astronaut - 12" (Les Disques du Crépuscule)
- 1997 : Nightvision (Pazz Records) (sous le nom de Jazz)
- 2009 : Radio Session 1982 - Digital EP (LTM Recordings)
- 2024 : Far From The Factories (Spleen+)
- 2024: Volume (Spleen+)

### Compilations
- 1980 : Cat - From Brussels with Love (Les Disques du crépuscule)
- 1981 : Music for Someone - The Fruit of the Original Sin (Les Disques du crépuscule)
- 1981 : Tokyo Twilight - Ghosts of Christmas Past (Les Disques du crépuscule)
- 1985 : Postcard Views cassette (LTM Recordings)
- 1991 : Swimming + Singles (Factory Benelux ; 2000, LTM Recordings)
- 2001 : Spectators of Life (LTM Recordings)
- 2014 : In Time (Factory Benelux)
- 2021 : Hidden Tracks (La Vague Belge)